# کریق بزرگ
کریق بزرگ یا کری بزرگ (در گویش محلی بویوک کری) یک روستا در ایران است که در دهستان یورتچی غربی واقع شده‌است.
این روستای خوش آب و هوا در ۴۲ کیلومتری شهر اردبیل و ۱۲ کیلومتری شهرستان نیر واقع شده است .